# Gibraltar, Wisconsin
Gibraltar là một thị trấn thuộc quận Door, tiểu bang Wisconsin, Hoa Kỳ. Năm 2010, dân số của thị trấn này là 980 người.